# Championnats d'Europe de gymnastique rythmique 2013
Navigation
Nijni Novgorod 2012 Bakou 2014
Les 29es championnats d'Europe de gymnastique rythmique ont eu lieu à Vienne, en Autriche, du 31 mai au 2 juin 2013.

## Médaillées
| Épreuve                                                  | Or                                                                                | Argent | Bronze |
| -------------------------------------------------------- | --------------------------------------------------------------------------------- | --- | --- |
| Seniors                                                  |                                                                                   | | |
| Équipe résultats détaillés                               | Russie Yana Kudryavtseva Margarita Mamun Daria Svatkovskaya                       | Ukraine Alina Maksymenko Viktoria Mazur Ganna Rizatdinova                                                            | Biélorussie Arina Charopa Katsiaryna Halkina Melitina Staniouta                                                      |
| Cerceau résultats détaillés                              | Daria Svatkovskaya RUS                                                            | Margarita Mamun RUS                                                                                                  | Melitina Staniouta BLR                                                                                               |
| Ballon résultats détaillés                               | Yana Kudryavtseva RUS                                                             | Margarita Mamun RUS                                                                                                  | Silviya Miteva BUL                                                                                                   |
| Massues résultats détaillés                              | Yana Kudryavtseva RUS                                                             | Margarita Mamun RUS                                                                                                  | Melitina Staniouta BLR                                                                                               |
| Ruban résultats détaillés                                | Margarita Mamun RUS                                                               | Ganna Rizatdinova UKR                                                                                                | Silviya Miteva BUL                                                                                                   |
| Juniors                                                  |                                                                                   | | |
| Groupe : Concours général par groupe résultats détaillés | Russie Anna Berkutova Daria Pirogova Daria Dubova Victoria Ilina Natalia Safonova | Biélorussie Yauheniya Vensko Vlada Zyryanova Krystsina Sheida Yana Chornaya Katsiaryna Dalinkina Khrystsina Novikava | Bulgarie Elena Bineva Aleksandra Mitrovich Laura Traets Emiliya Radicheva Sofiya Rangelova                           |
| Groupe : 5 cerceaux résultats détaillés                  | Russie Anna Berkutova Daria Pirogova Daria Dubova Victoria Ilina Natalia Safonova | Azerbaïdjan Gulsum Shafizada Nilufar Niftaliyeva Sabina Hummatova Aliaksandra Platonova Emilya Bagiyeva              | Biélorussie Yauheniya Vensko Vlada Zyryanova Krystsina Sheida Yana Chornaya Katsiaryna Dalinkina Khrystsina Novikava |